# FK Venta
Maillots
Le FK Venta Kuldīga est un club de football letton basé à Kuldīga.

## Historique
- 1964 : fondation du club sous le nom de Naftas Bāze
- 1965 : le club est renommé Jūras Osta
- 1968 : le club est renommé FK Venta Ventspils
- 2005 : le club est renommé FK Venta Kuldīga (relocalisation du club basé auparavant à Ventspils)
- 2005 : faillite du club

## Palmarès
- Coupe de Lettonie de football : (1)
  - Vainqueur : 1967
  - Finaliste : 1968, 1969

## Anciens joueurs
- Ģirts Karlsons
- Valentīns Lobaņovs
- Andris Vaņins
- Mihails Zemļinskis
- Oleg Loujniy
- Aliaksandr Khatskevich